# Cyperus serotinus
Cyperus serotinus é uma espécie de planta com flor pertencente à família Cyperaceae. 
A autoridade científica da espécie é Rottb., tendo sido publicada em Descriptionum et Iconum Rariores 31. 1773.

## Portugal
Trata-se de uma espécie presente no território português, nomeadamente em Portugal Continental.
Em termos de naturalidade é nativa da região atrás referida.

## Protecção
Não se encontra protegida por legislação portuguesa ou da Comunidade Europeia.